# Assiminea microsculpta
Assiminea microsculpta е вид коремоного от семейство Assimineidae. Видът не е застрашен от изчезване.

## Разпространение
Разпространен е в Индия (Андамански острови и Западна Бенгалия), Индонезия (Суматра и Ява), Малайзия (Саравак), Мианмар и Тайланд.